# Полифем (лапиф)
Полифе́м (др.-греч. Πολύφημος, «много упоминаемый в песнях и легендах») в древнегреческой мифологии — лапиф, сын Элата и Гиппы (или Гиннеи), из Лариссы. Согласно Евфориону, сын Посейдона.
Полифем был участником битвы кентавров и лапифов, его упоминает в своём рассказе Нестор.
Участник похода аргонавтов. По версии, возлюбленный Геракла. Он не добрался с другими аргонавтами до Колхиды — помогая Гераклу разыскивать Гиласа, Полифем не успел на корабль, и аргонавты отплыли без них (или Геракл сам отплыл, а оставил Полифема искать).
Не найдя Гиласа, Полифем остался в Мисии, основал город Киос, где стал царствовать. Позже он погиб у халибов, там его могила.